# Ropica paruniformis
Ropica paruniformis là một loài bọ cánh cứng trong họ Cerambycidae.